# Al-Batin
El riu Al-Batin (àrab: وادي الباطن, wādī al-Bāṭin) és un dels principals rius del nord-est d'Aràbia, la major part en territori de l'Aràbia Saudita i una part a Iraq i Kuwait
El seu curs és de 385 km. Sorgeix a la zona d'al-Dahna i desapareix a través de la plana d'Al-Dibdibah, i ha estat reconeguda des de 1913 com la frontera entre Kuwait i l'Iraq 15 km al sud-oest d'al-Zubayr. L'amplada és entre 2 i 3 km. El seu rol històric fou unir la regió de Bàssora amb l'Hijaz, però hi ha pocs vestigis arqueològics, destacant els 42 pous de pedra prop de Hafar al-Batin, única vila de tot el curs del riu. El seu afluent principal és l'al-Awdja.
Les ribes d'Al-Batin tenen protecció legal i estan incloses dins l'ecoregió del Desert i semidesert del Golf Pèrsic.
El corrent al·luvial ara inactiu s'estén cap al nord-est des de Hafar al-Batin a l'Aràbia Saudita per cobrir parts de Kuwait i el sud-oest de l'Iraq. Aquest curs al·luvial podria haver format la plana de grava d'Al-Dibdibah. Al revolt del riu ʿAuǧat al-Bāṭin (عوجة الباطن) és el punt triple de l'Aràbia Saudita, l'Iraq i Kuwait. Aquest va ser el punt fronterer oriental de la zona neutral entre l'Aràbia Saudita i l'Iraq que es va dividir entre els països adjacents el 1981.
La major part del Kuwait actual encara està arqueològicament inexplorat. Segons diversos arqueòlegs i geòlegs famosos, Kuwait era probablement la ubicació original del riu Pishon que regava el Jardí de l'Edèn.